# 帕西亚诺-迪波代诺内
帕西亚诺-迪波代诺内（義大利語：Pasiano di Pordenone），是意大利弗留利-威尼斯朱利亚大区波代诺内省的一个市镇。总面积45.5平方公里，人口7972人，人口密度175.2人/平方公里（2009年）。ISTAT代码为093029。